# 环肋弧樱蛤
环肋弧樱蛤（学名：Arcopagia remies）为樱蛤科弧樱蛤属的动物。分布于印度尼西亚、菲律宾以及中国大陆的海南等地，生活环境为海水，常生活于潮间带中区的泥沙底质的海底。